# Magnolia persuaveolens
Magnolia persuaveolens är en magnoliaväxtart som beskrevs av James Edgar Dandy. Magnolia persuaveolens ingår i släktet Magnolia och familjen magnoliaväxter.

## Underarter
Arten delas in i följande underarter:
- M. p. persuaveolens
- M. p. rigida
- M. p. pubescens